# Gallon Drunk
I Gallon Drunk sono un gruppo alternative rock inglese originario di Londra formatosi nel 1988 guidato dal cantante e chitarrista James Johnston.
Il loro stile dalle forti tematiche cupe comprende varie influenze, dal punk al blues al jazz facendoli paragonare ai The Birthday Party.

## Formazione

### Formazione attuale
- James Johnston - voce, chitarra, tastiere
- Terry Edwards - sassofono, tastiere, chitarra
- Ian White - batteria
- Leo Kurunis - basso

### Ex componenti
- Max Décharné - batteria
- Joe Byfield - maracas
- Mike Delanian - basso
- Jeremy Cottingham - basso
- Simon Wring - bass guitar
- Nick Coombe - batteria
- Gary Bonneyface - maracas
- Ray Dickaty - sassofono

## Discografia

### Album in studio
- You, the Night ... and the Music (1992), Clawfist/Rykodisc
- From the Heart of Town (1993), Clawfist/Sire (UK N. 67)[2]
- In the Long Still Night (1996), City Slang
- Black Milk (1999), FM
- Fire Music (2002), Sweet Nothing
- The Rotten Mile (2007), Fred Ltd.
- The Road Gets Darker from Here (2012), Clouds Hill
- The Soul Of The Hour (2014), Clouds Hill

### Album dal vivo
- Clawfist - The Peel Sessions (1992), Strange Fruit/Dutch East India (split con i Breed)
- Live at Klub 007 (2008), Sartorial - registrato il 12 marzo 2008 a Prague al klub 007 dai tecnici della radio indipendente locale Radio 1

### Raccolte
- Tonite... the Singles Bar (1991), Clawfist/Rykodisc
- Dora Suarez (1993), Clawfist
- Bear Me Away: An Anthology of Rare Recordings 1992-2002 (2003), Sweet Nothing

### Singoli/EP
- Snakepit (1988), Gallon Drunk
- Ruby (1990), Clawfist
- Draggin' Along (1991), Clawfist
- The Last Gasp (1991), Clawfist
- Some Fool's Mess (1991), Clawfist
- Bedlam (1992), Clawfist
- Live at the Madison Square Gardens, 18 September 1992 (1992), Clawfist (Limited Promo)
- You Should Be Ashamed (1993), Clawfist
- Savage Soundtracks for Swinging Lovers EP (1993), Blue Eyed Dog (con Barry Adamson)
- Traitor's Gate EP (1995), Gallon Drunk
- Two Clear Eyes (1996), City Slang
- To Love Somebody (1997), City Slang
- Hurricane (1998), Itchy Teeth (12"/CDS pubblicato come J.J. Stone, featuring Johnson, White, and Edwards)
- Blood Is Red (2000), FM
- Things Will Change (2001), Sweet Nothing
- Grand Union Canal (2007), Fred Label
- Bad Servant (2008), Fred Label
- You Made Me (2012), Clouds Hill
- A Thousand Years (2012), Clouds Hill
- Live at Clouds Hill EP (2013), Clouds Hill
- The Dumb Room (2014), Clouds Hill

## Videografia
- One For The Ladies (live) (1992), Cherry Red